# Jordi Planas
Jordi Planas (Sant Hilari Sacalm, Selva, 19 de gener de 1977) és un actor català de televisió, cinema i teatre. És conegut pel personatge de Sergi Guitart Riera, de la sèrie de TV3 La Riera (2010-2017), on interpretava el fill petit de la Mercè Riera Sarsa, protagonitzat per Mercè Sampietro. També ha aparegut a El cor de la ciutat, La que se avecina, Aída i Gran Hotel, entre d'altres.

## Filmografia i obres

### Televisió
- Machos Alfa - Netflix (2023)
- Las largas sombras - Disney+ (2023)
- Historias para no dormir - Amazon (2022)
- Servir y proteger - - TVE (2022)
- Els hereus de la terra (Los herederos de la tierra) - Antena 3/Netflix (2022)
- Desconocidas - Forta (2022)
- Amar es para siempre - - Antena 3 (2021)
- Besos al aire - Telecinco/Disney+ (2021)
- Dime quién soy - Movistar + (2020)
- HIT - TVE (2020)
- La unidad - Movistar + (2020)
- No te puedes esconder - Netflix (2020)
- Luimelia 2 - Antena 3 (2020)
- Atrapar a un ladrón - Amazon Prime Video (2019)
- Señoras del Hampa - Telecinco (2019)
- Secretos de estado - Telecinco (2019)
- Presunto culpable - Antena 3 (2018)
- Gran Hotel - Antena 3 (2013)
- Aída - Telecinco (2012)
- Los misterios de Laura - TVE (2011)
- La Riera - TV3 (2010-2017), protagonista
- HKM - Cuatro (2009)
- Por nada - TVE (2009)
- Hospital Central - Telecinco (2008)
- Cazadores de hombres - Antena 3 (2008)
- La que se avecina - Telecinco (2008)
- Yo soy Bea - Telecinco (2008)
- Serrallonga - TVC / TVE (2008)
- Jo, el desconegut - TVC / TVE (2007)
- Génesis: En la mente del asesino - Cuatro (2007)
- Hospital Central - Telecinco (2006)
- El cor de la ciutat - TV3 (2003-06)
- Pepe Carvalho - TVC / Telecinco (2006)
- De moda - TV3 (2005)
- Pets & Pets - TVE (2005)
- Temps de silenci - TV3 (2004)

### Llargmetratges
- Noche de paz de Santiago Requejo (2017)
- El cuerpo d'Oriol Paulo (2012)
- The Business de Jean-Jacques Annaud (2007)
- Heavy de Mireya Gregorio (2006)
- 30 años no son tantos de Georgina Pujós (2005)
- Mía de Sergio Cobato (2004)

### Teatre
- Romeo i Julieta de William Shakespeare (2004)
- La importància de ser Frank d'Oscar Wilde
- Terra baixa d'Àngel Guimerà (2002)
- L'hostal de la Glòria de Josep Maria de Sagarra (2002)

### Col·laboracions en ràdio
- Presentador de tarda a Catalunya Ràdio (2007)
- Presentador del programa matinal de RAC 105 (2004-06)
- Presentador del programa matinal de Ràdio Flaixbac (2002-04)
- Locutor de 40 Principales España (2001)
- Locutor de 40 Principales Catalunya (1997-2000)

### Doblatge
- Doblatge d'anuncis televisius i radiofònics (1998-2006)